# Полтергей (фільм)
«Полтергей» (англ. Poltergay) — французька фентезійна кінокомедія режисера і сценариста Еріка Лавена, що вийшла на екрани у 2006 році.

## Зміст
Молоде подружжя Марк і Ема нарешті придбали будинок своєї мрії. Вони і подумати не могли, що 30 років тому у цьому самому будинку розташовувався гей-клуб. І вже тим більше не в курсі жахливої історії, що відбулася тут колись. У квітні 1979 у самий розпал дискотеки для геїв виникла пожежа, що забрала життя всіх учасників веселощів. П'ятьох із загиблих так і не вдалося виявити і ось, через багато років, їхні примари вдираються у життя сімейної пари з 2006 року. Та головна проблема у тому, що Марк бачить їх, а Ема ні. Вона лише із жахом спостерігає, як у її чоловіка «їде дах» через привидів, що постійно танцюють під Boney M.. Налякана Ема змушена піти від коханої людини. А Марк залишається з купою запитань.

## Ролі
| Актор               | Роль          |
| ------------------- | ------------- |
| Кловіс Корніяк      | Марк          |
| Жулі Депардьє       | Емма          |
| Жиль Гастон-Дрейфус | Бертран       |
| Мішель Дюшоссуа     | професор Сорґ |
| Жан-Мішель Ламі     | Жиль          |
| Філіпп Дюкен        | Мішель        |
| Жорж Гей            | Іван          |
| Ален Фромаже        | Давид         |
| Енн Кейлон          | Валері        |

## Критика
Джей Вайсберг на сторінці видання Variety назвав фільм таким же дурним, як і його назва, що не викликає у глядача ніяких емоцій, крім спорадичного сміху і стогонів.